# Silene cirpicii
Silene cirpicii är en nejlikväxtart som beskrevs av K.Yildiz och Dadandi. Silene cirpicii ingår i släktet glimmar, och familjen nejlikväxter. Inga underarter finns listade i Catalogue of Life.